# 安定门内大街
39°56′41″N 116°24′30″E / 39.9447729°N 116.4084248°E
安定门内大街是位于中国北京市东城区西北部的一条大街。因位于北京内城安定门内而得名。

## 简介
安定门内大街北起安定门立交桥南端，南到交道口南大街北端。因位于安定门内而得名。1969年修建北京地铁，将安定门拆除。1978年12月，在安定门城门旧基上建成了安定门立交桥。安定门内大街，明朝、清朝称“安定门大街”，自今安定门立交桥南端至宽街。中华民国时，交道口以北沿用旧称“安定门大街”，以南称“交道口南大街”。1965年整顿地名，将安定门内大街两侧的如意巷、小炮局、牛圏、钥匙、朝阳、背阴等小巷并入，统称“安定门内大街”。文化大革命中，一度改称“大跃进路”，后废除，仍称“安定门内大街”。
安定门内大街是北京城区南北方向的重要通道。除此街外，安定门立交桥以北有安定门外大街，以东有安定门东大街，以西有安定门西大街。